# Calle Larga
Calle Larga é uma comuna da província de Los Andes, localizada na Região de Valparaíso, Chile. Possui uma área de 321,7 km² e uma população de 10.393 habitantes (2002).